# クロナダル
『クロナダル』は、2023年10月3日（2日深夜）からテレビ朝日で放送されているバラエティ番組。メインMCはクロちゃんとナダル。

## 概要
クズ芸人など共通点が多い、安田大サーカスのクロちゃんとコロコロチキチキペッパーズのナダルによる番組。
当初は『バラバラ大作戦』月曜第2部の番組として放送を開始し、2025年4月より同枠の火曜第1部に移動した。

## ゲスト
- ハシヤスメ・アツコ (#2,3)

## ネット局と放送時間
| 放送対象地域 | 放送局                 | 系列           | 放送日時                                                                                   | ネット状況 | 備考  |
| ------------ | ---------------------- | -------------- | ------------------------------------------------------------------------------------------ | ---------- | ----- |
| 関東広域圏   | テレビ朝日（EX）       | テレビ朝日系列 | 火曜 2:13 - 2:30（月曜深夜） ↓ 火曜 2:15 - 2:34（月曜深夜） ↓ 水曜 1:58 - 2:17（火曜深夜） | 制作局     |       |
| 静岡県       | 静岡朝日テレビ（SATV） | テレビ朝日系列 | 月曜 2:00 - 2:20（日曜深夜）                                                               | 遅れネット | [ 4 ] |

## スタッフ
- ナレーター：花里ゆいな（テレビ朝日AIアナウンサー）
- 構成：カツオ、阿部快飛
- イラスト：リトルベア
- カメラ：新毛祐士
- MA・音響効果：田淵健太
- 編集：中島拓也（PuniPika）、米山祐樹
- 美術：遠藤由香(ゆか)
- 美術進行：野口香織
- 技術協力：ライズカンパニー、シャガデリック、共立ライティング、メディア・リース、ONE
- 編成：清水正太郎、辻慈生（共にテレビ朝日）
- 宣伝：石田京子（テレビ朝日）
- デスク：原利加子
- 美術協力：テレビ朝日クリエイト
- 制作協力：メディアプルポ
- AP：大田翔子、工藤真大
- 制作スタッフ：本山康平（メディアプルポ）、井村祥大、中原悠貴
- ディレクター：吉村直暢（メディアプルポ）、佐野主紘（テレビ朝日）、吉川亮太（メディアプルポ）、井関雅之
- プロデューサー：竹本聡志（メディアプルポ）、本村千穂美
- プロデューサー・演出：小杉賢（テレビ朝日）
- ゼネラルプロデューサー：郷力大也（テレビ朝日）
- 制作：テレビ朝日ビジネスソリューション本部コンテンツ編成局 第1制作部
- 制作著作：テレビ朝日

### 過去のスタッフ
- 編成：熊谷和也（テレビ朝日）
- 制作スタッフ：篠宮廉太朗